# بروكلين (رواية)
بروكلين هي رواية نشرت سنة 2009 للروائي الإيرلندي كولم توبين , فازت الرواية بجائزة ( كوستا للرواية ) سنة 2009 , كانت من ضمن المرشحين لنيل جائزة أي أم بي أي سي دبلن الأدبية العالمية سنة 2011 , كما رشحت للفوز في جائزة مان بوكر سنة 2009. في 2012 أختارتها صحيفة ذا أوبزرفر كواحدة من ضمن «أفضل 10 روايات تاريخية».

## ملخص الرواية
أيليش لَيسي (سيرشا رونان) فتاة آيرلندية تترك حياتها وعائلتها لتهاجر إلى الولايات المتحدة في خمسينات القرن العشرين بعد أن جذبها الحلم الأمريكي، وهناك تخوض غمار حياتها الجديدة في بروكلين وتقع في حب شاب من أصول إيطالية (إيموري كوهين)، على أيليش أن تختار بين بلدين والحياة الموجودة فيهما.

## تحويلها لفيلم
تم تحويل الرواية إلى فيلم بنفس الأسم بروكلين و صدر عام 2015 , و هو من إخراج المخرج جون كروالي و سيناريو نيك هورنبي و بطولة كل من 
- سيرشا رونان بدور أيليش لَيسي
- إيموري كوهين بدور أنطونيو «توني» فيوريلو